# Masacres de la Navidad de 2008

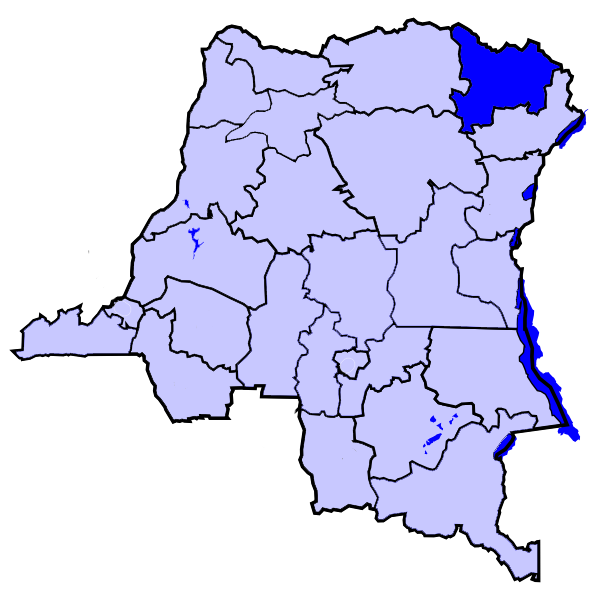
Ubicación de la provincia de Alto Uele, donde se ubican las aldeas atacadas.

Las masacres de la Navidad de 2008 tuvieron lugar entre los días 24 y 27 de diciembre de dicho año, cuando el Ejército de Resistencia del Señor (ERS), un grupo rebelde ugandés, atacó varias aldeas en Alto Uele, República Democrática del Congo, dejando más de 400 muertos.

## Ataques
Los ataques del ERS siguieron el comienzo de una operación militar conjunta el 14 de diciembre, dirigido por el ejército de Uganda con el apoyo de los congoleños, el Sudán del Sur, y los ejércitos de la República Centroafricana. El ejército ugandés atacó la sede del ERS en el Parque nacional Garamba del Congo, cerca de la frontera con Sudán.
A raíz de este ataque, el ERS se dispersó en varios grupos, cada uno de ellos dirigidos a atacar civiles a lo largo de su trayectoria. Los rebeldes esperaron hasta el 24 de diciembre para realizar el más devastador de sus ataques, a la espera hasta que las personas se habían reunido para las festividades de Navidad. Los rebeldes rodeaban a las personas y las mataban al aplastar el cráneo con hachas, machetes y grandes bates de madera.
Informes de prensa indicaron que más de 400 personas perdieron la vida, muchos de ellos cortados en pedazos, decapitados, o quemados vivos en sus hogares Varias personas tenían sus labios cortado como una «advertencia de no hablar mal de los rebeldes», y dos niñas de tres años de edad, sufrieron graves lesiones en el cuello cuando los rebeldes trataron de torcer sus cabezas.
Se reportó que más de 20.000 personas fueron desplazadas por los ataques, y por lo menos 20 niños fueron secuestrados por el ERS. El Alto Comisionado de las Naciones Unidas para los Refugiados (ACNUR) informó que hasta 225 personas, entre ellas 160 niños, pudieron haber sido secuestrados y que más de 80 mujeres fueron violadas.
Según Human Rights Watch, «las tácticas similares y los ataques casi simultáneos indican que esto fue una operación planificada intención de matar y aterrorizar a tantos civiles como sea posible». El ERS negó su responsabilidad en los ataques y un portavoz sugirió que los desertores del ERS que se habían unido al ejército ugandés podían haber sido los responsables.

## Fallecidos
El 29 de diciembre de 2008, la Oficina de las Naciones Unidas para la Coordinación de Asuntos Humanitarios estimó que 189 personas habían muerto entre el 26 y 27 de diciembre. Cáritas Internacional puso la cifra de muertos en más de 400, mientras que Human Rights Watch informó que al menos 620 civiles murieron entre el 24 de diciembre y 13 de enero.
Cinco aldeas fueron atacadas:
- Faradje: Aproximadamente 150 personas murieron entre el 25 y 26 de diciembre. Los rebeldes atacaron un concierto el día de Navidad organizado por la Iglesia Católica, y regresaron a la mañana siguiente a «continuar con su matanza».[2] El ACNUR informó de que al menos 70 personas murieron y 37.000 personas se vieron obligadas a huir.[4] Human Rights Watch informó que al menos 143 personas murieron y 160 niños y 20 adultos fueron secuestrados.[5]
- Batande: Al menos 80 personas murieron el 25 de diciembre, cuando los rebeldes atacaron un almuerzo de Navidad después de la misa de la mañana. Grupos de hombres y niños varones habrían sido tomados a unos 40 metros de la iglesia y asesinados de inmediato, mientras que lasmujeres y niñas se dispersaron en la vegetación en pequeños grupos y muchas de ellas fueron violadas antes de ser asesinadas. Un testigo informó de que sólo seis personas quedaron con vida en el pueblo. Los rebeldes entonces comieron la comida de la fiesta de Navidad de los aldeanos habían preparado y se durmieron entre los cuerpos de los muertos.[5]
- Duru: 75 fallecidos y una iglesia quemada.[2][12]
- Bangadi: 48 fallecidos.[2]
- Gurba: 213 fallecidos[2]

## Reacciones
El 30 de diciembre de 2008, el secretario general de Naciones Unidas Ban Ki-moon, condenó «las atrocidades espantosas según informes cometidos por el Ejército de Resistencia del Señor (ERS) en los últimos días». La Misión de las Naciones Unidas en la República Democrática del Congo también condenó el ataque y trasladó en helicóptero soldados congoleños a Faradje para evitar nuevos ataques. El Alto Comisionado de Naciones Unidas para los Refugiados dijo que la situación era «catastrófica».
El Comisión Europea condenó los ataques y pidió al ERS «cesar de inmediato todos los actos criminales contra el pueblo inocente». Cáritas Internacional dijo que estaba «conmocionado» en sus informes y reportes de las masacres.